# Robert Van Zeebroeck
Robertus Joseph „Robert“ Van Zeebroeck (* 31. Oktober 1909 in Brüssel; † 1991 in Tranent, Schottland) war ein belgischer Eiskunstläufer, der im Einzellauf und im Paarlauf startete.
Bei den Olympischen Spielen 1928 in St. Moritz gewann er im Einzellauf die Bronzemedaille hinter Gillis Grafström und Willy Böckl. Auch im Paarlauf nahm er an diesen Olympischen Spielen teil und beendete sie mit seiner Partnerin Josy van Leberghe auf dem sechsten Platz.
Van Zeebroeck nahm je zweimal an Weltmeisterschaften und Europameisterschaften teil, ohne jedoch eine Medaille gewinnen zu können.

## Ergebnisse

### Einzellauf
| Wettbewerb / Jahr       | 1926 | 1928 | 1936 | 1938 |
| ----------------------- | ---- | ---- | ---- | ---- |
| Olympische Winterspiele |      | 3.   |      |      |
| Weltmeisterschaften     | 7.   |      |      | 9.   |
| Europameisterschaften   | 6.   |      | 10.  |      |

### Paarlauf
(mit Josy van Leberghe)
| Wettbewerb / Jahr       | 1928 |
| ----------------------- | ---- |
| Olympische Winterspiele | 6.   |